# Aquia Harbour
Aquia Harbour es una localidad situada en el estado de Virginia, en Estados Unidos. Pertenece al Condado de Stafford. En el año 2000 tenía 7.856 habitantes en una superficie de 20.1 km², con una densidad poblacional de 391.6 personas por km².

## Geografía
Aquia Harbour se encuentra ubicada en las coordenadas 38°27′31″N 77°23′3″O / 38.45861, -77.38417. Según la Oficina del Censo, la localidad tiene un área total de 20.1 km² (7.8 sq mi), de la cual 20.1 km² (7.7 sq mi) es tierra y 0.1 km² (0.04 sq mi) (0.39%) es agua.

## Demografía
Según la Oficina del Censo en 2000, los ingresos medios por hogar en la localidad eran de $81.759, y los ingresos medios por familia eran $85.766. Los hombres tenían unos ingresos medios de $61.735 frente a los $37.740 para las mujeres. La renta per cápita para la localidad era de $29.044. Alrededor del 1.0% de las familias y el 1.7% de la población estaban por debajo del umbral de pobreza.